# Khaled Hosseini
Khaled Hosseini (en persa: خالد حسینی, pronunciado: Jáled Hosseini; Kabul, Afganistán, 4 de marzo de 1965) es un escritor en lengua inglesa y médico afgano-estadounidense, que se hizo famoso con sus superventas de los libros Cometas en el cielo (2003), Mil soles espléndidos (2007) y Y las montañas hablaron (2013). Sus novelas han estado ambientados, al menos parcialmente, en Afganistán y han tenido como protagonista a un afgano. Las novelas de Hosseini han dado a conocer el pueblo y la cultura de Afganistán.

## Biografía
Hosseini nació el 4 de marzo de 1965 en Kabul, Afganistán, siendo el mayor de cinco hermanos. Su padre, Nasser, trabajaba como diplomático para el Ministerio de Asuntos Exteriores en Kabul, mientras que su madre trabajaba como profesora de lengua persa en un instituto femenino; ambos son originarios de Herat. En cuanto a su etnia, Hosseini declaró: "No soy nada puro. Hay una parte Pashtun de mí, una parte Tajik de mí". Se cree que la familia de su madre pertenece a la tribu Mohammadzai de pastunes. Hosseini describe su educación como privilegiada. Pasó ocho años de su infancia en el barrio de clase alta Wazir Akbar Khan de Kabul. Hosseini no recuerda que su hermana, Raya, sufriera nunca discriminación por ser mujer, y recuerda Kabul como «una ciudad creciente, próspera y cosmopolita», donde volaba cometas con sus primos con regularidad.
En 1970, Hosseini y su familia se trasladaron a Irán, donde su padre trabajó para la Embajada de Afganistán en Teherán. En 1973, la familia de Hosseini regresó a Kabul, y el hermano menor de Hosseini nació en julio de ese año. En 1976, cuando Hosseini tenía 11 años, su padre consiguió un trabajo en París, Francia, y trasladó allí a la familia. No pudieron regresar a Afganistán debido a la Revolución Saur de abril de 1978, en la que el Partido Democrático Popular de Afganistán (PDPA) se hizo con el poder. En 1980, poco después del comienzo de la guerra soviético-afgana, solicitaron asilo político en Estados Unidos y fijaron su residencia en San José, California.

## Trayectoria
Después de terminar los estudios secundarios en el Independence High School de esa ciudad en 1984, Khaled ingresó en la Universidad de Santa Clara, donde se graduó en Biología cuatro años después, para seguir al siguiente en la Facultad de Medicina en la de California de San Diego, donde se licenció en 1993. Completó sus prácticas como residente en el Cedars-Sinai Hospital de Los Ángeles y trabajó como interno de 1996 a 2004. 
Mientras hacía estas prácticas, empezó a escribir su primera novela, Cometas en el cielo, que se publicó en 2003 y que, desde entonces, se ha convertido en un superventas y ha salido a la venta en 48 países. Al año y medio del éxito de este primer libro, Hosseini dejó la medicina para consagrarse a la literatura. Cometas en el cielo fue llevada al cine con el mismo nombre en 2007 por el director Marc Forster, y en 2011 se la adaptó como novela gráfica. Su segunda novela, Mil soles espléndidos (2007), repitió el éxito de la anterior. La tercera, Y las montañas hablaron, es, según Michiko Kakutani del The New York Times, la mejor y más compleja. Kakutani destaca que "las dotes narrativas de Hosseini se han profundizado en los últimos años, permitiendo anclar los sentimentalismos de sus historias en finos detalles y emoción genuina". En resumen, obtuvo un nuevo triunfo con esta novela que, a los pocos días su aparición en las librerías de Estados Unidos, ya estaba en el segundo lugar de ventas.
Hosseini es actualmente enviado de buena voluntad del Alto Comisionado de las Naciones Unidas para los Refugiados (ACNUR). Ha estado trabajando con la Fundación Khaled Hosseini para entregar ayuda humanitaria en Afganistán. El concepto de la fundación se inspiró en el viaje que Hosseini realizó a Afganistán en 2007 con el ACNUR, organización que recaudó fondos para construir viviendas para los refugiados que regresaban a Afganistán.
Sea Prayer, un cuento ilustrado de Hosseini publicado en 2018, tuvo como motivo de su muerte el niño de tres años Alan Kurdi, un refugiado que intentaba llegar a Europa desde Siria. Las ganancias de las ventas se destinaron al ACNUR y a la Fundación Khaled Hosseini. Fue durante este breve regreso a su patria cuando decidió crear la fundación que lleva su nombre con el fin de brindar ayuda humanitaria a los refugiados de ese país.

## Influencias
De niño, Hosseini leyó mucha poesía persa, especialmente las obras de poetas como Rumi, Omar Khayyám, Abdul-Qādir Bēdil y Hafez. También ha citado una traducción al persa de la obra de Jack London Colmillo Blanco como una influencia clave de su juventud, además de traducciones de novelas como Alice in Wonderland y la serie de Mickey Spillane Mike Hammer. Ha citado al cantante afgano Ahmad Zahir como una influencia musical clave, eligiendo las canciones "Madar" y "Aye Padesha Khuban" como sus dos Inheritance Tracks durante una aparición en Saturday Live de BBC Radio 4, y nombrando a Zahir como "el Elvis afgano" y afirmando que su música era "uno de los recuerdos seminales de mi tiempo en Afganistán".

## Obras
- Cometas en el cielo (The Kite Runner, 2003), trad. de Isabel Murillo, ediciones Salamandra. La novela gráfica homónima fue traducida por Gema Moral y publicada por la misma editorial.
- Mil soles espléndidos (A Thousand Splendid Suns, 2007), trad. de Gema Moral, ediciones Salamandra.
- Y las montañas hablaron (And the Mountains Echoed, 2013), trad. de Gema Moral, ediciones Salamandra.
- Súplica a la mar (Sea Prayer, 2018)